# Plumarella aculeata
Plumarella aculeata är en korallart som beskrevs av Stephen D. Cairns och Bayer 2004. Plumarella aculeata ingår i släktet Plumarella och familjen Primnoidae. Inga underarter finns listade i Catalogue of Life.